# مطلع (مسلسل كوري جنوبي)
مطلع (بالكورية: 인사이더)؛ هو مسلسل تلفزيوني كوري جنوبي، بطولة كانغ ها نيول ولي يو يونغ. عرض على قناة جي تي بي سي كل يومي الأربعاء والخميس من 8 يونيو إلى 28 يوليو 2022.

## القصة
تدور أحداث المسلسل حول متدرب قضائي تنقلب حياته رأسًا على عقب عندما يدخل في تحقيق سري، وينتهي به الأمر وهو يكافح في محاولة لاستعادة حياته الطبيعية والانتقام.

## طاقم

### دور رئيسي
- كانغ ها-نيوب في دور كيم يو-هان، شخص يتسم بالحكمة ووجه فريد من نوعه.[11]
- اي يوو يونغ في دور أوه سو-ايون، سيدة أعمال ناجحة حققت ثروة كبيرة من خلال علاقاتها.[9]

### دور داعم
- هيو سيونغ تاي في دور يون بيونغ-ووك[12]

رئيس النيابة للفئة الثانية للتحقيق الضريبي المالي في نيابة المنطقة المركزية.
- كيم سانغ هو في دور موك جين-هيوتغ[13]

رئيس الادعاء العام
- يون بيونغ هي في دور كيم وو سونغ[14]
- كانغ يونغ-سيوك في دور جانغ سيون-أوه[15]

عبقري القمار الذي استولى على سجن سيونغ جو.
- بارك سونغ جيون في دور هونغ سانغ ووك[16]

رئيس قسم التحقيق بالنيابة العليا.
- كانغ شين هيو بدور هونغ جاي سون[16]

ابن هونغ سانغ ووك وزميل كيم يو هان.
- يوو جاي ميونغ بدور نوه يونغ غوك[17]

مدير معهد البحوث والتدريب القضائي
- مون سونغ كيون في دور دو وون بونغ

أحد الكبار في الدولة الذي هز العالم السياسي والمالي ذات مرة:
- تشا يوب في دور كيم جيل سانغ[19]
- سونغ جي رو في دور هيون سانغ-سوو[20]

مدير سجن سيونغجو.
- جونغ مان سيك في دور يانغ-هوا[21]
- تشوي مو سونغ في دور سونغ دو-تشول[22]
- كيم سي ايون في دور بارك سو-را[23]

ضابطة شرطة.

### ظهور خاص
- فان بينغبينغ.[10][24]

## المشاهدات
| الموسم | الموسم | رقم الحلقة | رقم الحلقة | رقم الحلقة | رقم الحلقة | رقم الحلقة | رقم الحلقة | رقم الحلقة | رقم الحلقة | رقم الحلقة | رقم الحلقة | رقم الحلقة | رقم الحلقة | رقم الحلقة | رقم الحلقة | رقم الحلقة | رقم الحلقة | المتوسط |
| الموسم | الموسم | 1          | 2          | 3          | 4          | 5          | 6          | 7          | 8          | 9          | 10         | 11         | 12         | 13         | 14         | 15         | 16         | المتوسط |
| ------ | ------ | ---------- | ---------- | ---------- | ---------- | ---------- | ---------- | ---------- | ---------- | ---------- | ---------- | ---------- | ---------- | ---------- | ---------- | ---------- | ---------- | ------- |
|        | 1      | 565        | 709        | 750        | 755        | 765        | 802        | 734        | 719        | 683        | 664        | 744        | 720        | 760        | 718        | 710        | 797        | 725     |

| الحلقات | تاريخ البث    | تقييمات "نيلسن كوريا" | تقييمات "نيلسن كوريا" |
| الحلقات | تاريخ البث    | على الصعيد الوطني     | منطقة العاصمة         |
| --- | ------------- | --------------------- | --------------------- |
| 1 | 8 يونيو 2022  | 2.568%                | غ/م                   |
| 2 | 9 يونيو 2022  | 3.274%                | 3.413%                |
| 3 | 15 يونيو 2022 | 3.382%                | 3.188%                |
| 4 | 16 يونيو 2022 | 3.306%                | 2.605%                |
| 5 | 22 يونيو 2022 | 3.184%                | 3.032%                |
| 6 | 23 يونيو 2022 | 3.414%                | 3.108%                |
| 7 | 29 يونيو 2022 | 3.087%                | 2.693%                |
| 8 | 30 يونيو 2022 | 3.104%                | 3.025%                |
| 9 | 6 يوليو 2022  | 2.756%                | 2.345%                |
| 10 | 7 يوليو 2022  | 2.928%                | 2.669%                |
| 11 | 13 يوليو 2022 | 2.947%                | 2.750%                |
| 12 | 14 يوليو 2022 | 3.139%                | 2.943%                |
| 13 | 21 يوليو 2022 | 2.781%                | 2.640%                |
| 14 | 22 يوليو 2022 | 2.609%                | 2.202%                |
| 15 | 27 يوليو 2022 | 2.944%                | 2.713%                |
| 16 | 28 يوليو 2022 | 3.231%                | 2.662%                |
| المعدل | المعدل        | 3.041%                | غ/م                   |
| - تُبث هذه الدراما على قناة الكابل / التلفزيون المدفوع الذي عادةً ما يكون جمهورها أصغر نسبيًا مقارنةً بالمحطات التلفزيونية / العامة (KBS ، SBS ، MBC ، EBS). |               |                       |                       |

## الإنتاج

### صناعة
في يوليو 2021 ، أعلنت شركة الإنتاج آيس فكتوري بتوقيع عقد إنتاج وتوريد مع جي تي بي سي استوديوز بقيمة 14.46 مليار وون بمجموع 16 حلقة للمسلسل. المسلسل من إخراج مين يون هونغ الذي عمل على مسلسل «لمسة» لعام 2020 ، ومفقودون: الجانب الآخر. ومن كتابة مون مان سي الذي كتب مسلسل الكاهن لعام 2020.
أفيد أن القراءة الأولى للسيناريو أجريت في 21 مايو 2021.

### الإصدار
كان من المقرر عرض المسلسل في البداية في النصف الثاني من عام 2021 ، ولكن تم تأجيله إلى عام 2022.

## روابط خارجية
- الموقع الرسمي
 باللغة الكورية
- مطلع على موقع IMDb (الإنجليزية)
- مطلع على موقع فيلمافينيتي (الإسبانية)
- مطلع على موقع كينوبويسك (الروسية)
- مطلع على موقع قاعدة بيانات الفيلم (الإنجليزية)
- مطلع على هانسينما